# Setsubun

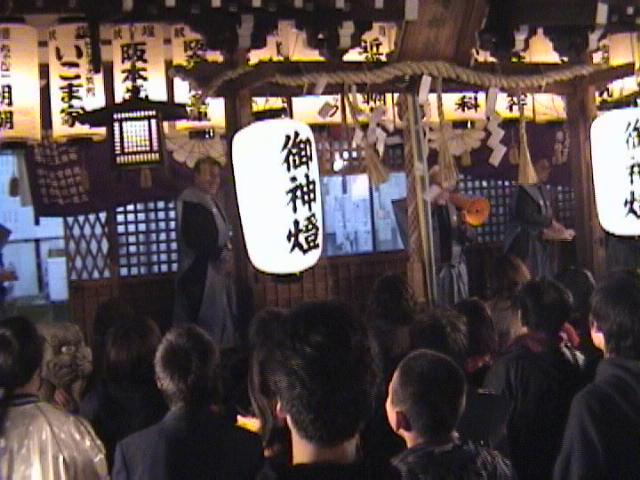
Celebração do festival em Ikuta Shrine, Kobe

Setsubun (節分?, Festival Japonês) é a véspera do início da primavera no Japão.
O nome significa literalmente "divisão das estações", mas o termo normalmente se refere ao Setsubun da primavera, apropriadamente chamado de Risshun (o início da primavera), comemorado anualmente no dia 4 de fevereiro. Faz parte do Festival da Primavera (春祭, haru matsuri?). Setsubun da primavera foi e talvez ainda seja considerado por alguns o Ano Novo Lunar no calendário, ou seja, uma espécie de véspera de Ano Novo. Essa data era acompanhada por um extenso ritual especial de purificação do mal do ano anterior e o afastamento de demônios que possam trazer doenças no ano seguinte. Este ritual especial é chamado mamemaki (豆撒き?). Setsubun é originado do tsuina (追儺?), um costume introduzido pelos chineses ao Japão no oitavo século.